# Furudono
Furudono (古殿町?) è una cittadina giapponese della prefettura di Fukushima.

## Storia
L'area dell'odierna Furudono faceva parte dell'antica provincia di Mutsu. Nel corso del periodo Edo la maggior parte della regione era un tenryō sotto il controllo diretto dello shogunato Tokugawa, con piccole porzioni come exclave dei domini del feudo di Omigawa. 
Con il Rinnovamento Meiji, venne organizzata come parte del distretto di Higashishirakawa, nella regione di Nakadōri della provincia di Iwaki. 
Il villaggio di Furudono venne creato il 31 marzo 1955 dalla fusione di Miyamoto e Takanuki, che a loro volta erano stati istituiti con il moderno sistema delle municipalità del 1º aprile 1889. Furudono ottenne lo status di cittadina il 1º aprile 1957. Il controllo amministrativo venne trasferito dal distretto di  Higashishirakawa a quello di Ishikawa il 1º aprile del 1994.

## Amministrazione

### Gemellaggi
- Warkworth